# 628 Wschodni Batalion
628 Wschodni Batalion (niem. Ost Bataillon 628, ros. 628 восточный батальон) – kolaboracyjny oddział wojskowy Wehrmachtu złożony z Rosjan podczas II wojny światowej.

## Historia
Został utworzony w poł. listopada 1942 r. na bazie jednego z batalionów rozwiązanej Grupy Interwencyjnej "Tietjen". Działał w rejonie Smoleńska. Od sierpnia 1943 r. dowodził nim mjr Georg Tietjen. Na przełomie listopada i grudnia tego roku przeniesiono go do okupowanej Belgii w rejon Brugii. Wszedł tam w skład niemieckiej 712 Dywizji Piechoty gen. Friedricha-Wilhelma Neumanna. W styczniu 1944 r. oddział włączono do 745 Pułku Grenadierów 712 DP jako I batalion. W kwietniu tego roku przeszedł do 857 Pułku Grenadierów 346 Dywizji Piechoty gen. Ericha Diestela, stacjonującej w Holandii. Batalionem dowodził kpt. Nikołaj N. Riebikow. W poł. grudnia oddział wyłączono z dywizji i przeniesiono do obozu w Münsingen, gdzie wszedł w skład nowo formowanej 1 Dywizji Sił Zbrojnych Komitetu Wyzwolenia Narodów Rosji.